# Альбина Формийская
Альбина Кесарийская (Альбина Формийская) — святая дева, мученица древней Церкви, пострадавшая при древнеримском императоре Деции Траяне (249—251).
Имя Альбина берёт начало из этрусской мифологии, в которой означает «белая богиня» зари и защитницы несчастных влюбленных.
Житие мученицы, помещённое в римском мартирологе, сообщает, что Альбина родилась в Кесарии Палестинской и там же претерпела мученичество при императоре Деции Траяне. Её заставляли отречься от веры, суля многие выгоды. За свою твёрдость в исповедании Христа святая подверглась мучениям и была обезглавлена. 
Тело Альбины было положено в лодку, отданную на волю волн, которая чудесным образом причалила у местечка Скаури близ Формии. Мощи Альбины, с древности хранившиеся в Формии, согласно римскому мартирологу, были обретены в 1665 году и перенесены в местный монастырь св. Гроба Господня.
Святая дева, почитается в г. Формии (Лацио, Италия).